# Andreu Gelabert
Andreu Gelabert (Astell, Pallars Jussà, 1925) és un fotògraf que treballava a la divisió pirinenca de FECSA i que sempre anava amb una càmera Leica. Aquesta inquietud li va permetre documentar la vida als Pirineus de Lleida des de finals dels anys 50 fins a la dècada dels 90, amb predomini dels anys 1960 i 70. El seu llegat, de més de 6.000 negatius, cedit a l'Arxiu Comarcal del Pallars Jussà té un alt valor social, ja que il·lustra gràficament tota una època. Se'n va fer una exposició a l'Arxiu Comarcal del Pla d'Urgell a partir del 21 de maig i fins al 20 de juny de 2014. La mostra, comissariada des de l'Arxiu Comarcal del Pallars Jussà i els Serveis Territorials de Cultura a Lleida, els quals han tingut cura del seu trasllat i muntatge a l'Arxiu Comarcal del Pla d'Urgell, té un caire molt visual i despertarà ben segur la nostàlgia als majors de cinquanta anys. D'aquesta manera, es vol fer una crida que animi la població de Mollerussa i els encontorns a cercar documents gràfics personals que puguin resultar d'interès col·lectiu i fer-ne la cessió a una institució que entén la documentació com a patrimoni i memòria del territori.